# John Michael Bolger
John Michael Bolger est un acteur américain né le 27 juin 1957. Il est connu pour avoir interprété le lieutenant Johnson dans la série New York 911.

## Filmographie partielle
- 1987 : Les Incorruptibles de Chicago (Crime Story) (série TV) : Fast Tony DaCosta (#1 épisode, 1987)
- 1988 : Jumeaux (Twins) : Security Guard
- 1991 : Un crime dans la tête (Delirious) : Len
- 1993 : L'Impasse (Carlito's Way) : Cop
- 1997 : Parties intimes (Private Parts) : Music Awards Technician
- 1997 : Urgences (ER) (série TV) : Little League Baseball Trainer (#1 épisode, 1997)
- 2000 : New York 911 (Third Watch) (série TV) : Lt. Johnson (# 65 épisodes, 2000-2003)
- 2005 : La Guerre des mondes (War of the Worlds) : Man Holding Woman
- 2006 : New York, unité spéciale : détective Geiger (saison 8, épisode 5)